# The Last Trail (Film, 1927)
The Last Trail ist ein amerikanischer Stummfilm-Western unter Regie von Lewis Seiler. Der Film hatte am 23. Januar 1927 für die Fox Film Corporation seine Kinopremiere.

## Handlung
Als die Überfälle auf Jasper Carrols Postkutschen häufiger werden, plant die Postkutschenlinie die Strecke neu auszuschreiben. Ein Postkutschenrennen soll entscheiden, wer den neuen Vertrag erhält. Tom Dane fährt das Rennen für Jasper Carrol. Carl Barker versucht während des Rennens Dane zu töten. Dies wird von Dane vereitelt und er erhält ein Geständnis, dass Kurt Morley, Barkers Boss, hinter den Überfällen steckt. Allen Widrigkeiten zum Trotz gewinnt Tom das Rennen gegen Morley und seine Kumpane.